# Rasmus Vinderslev
Rasmus Hjorth Vinderslev (født 12. august 1997) er en dansk fodboldspiller, der spiller for Sønderjyske Fodbold.

## Klubkarriere
Rasmus Hjorth Vinderslev er født i Aalborg, og boede i Fandrup indtil han var seks år. Familien (Jan Hjorth, Trine Vinderslev og Kirstine Hjorth Vinderslev) flyttede herefter til Haderslev, hvor han som seksårig blev meldt ind i Haderslev FK.

### SønderjyskE
Som U/17-spiller havde Vinderslev svært ved at komme på førsteholdet til hver kamp, og han spillede derfor ofte med klubbens næstbedste hold. Disse problemer fortsatte, mens han var U/19-spiller, og det var først i det sidste halve år som ungdomsspiller i foråret 2016, at han for alvor bed som fast som en af de bærende spillere i truppen.
Han var efter sommeren 2016 færdig med at være ungdomssspiller, men SønderjyskE vurderede ham ikke klar til at indgå i superligatruppen endnu. I stedet blev han tilbudt en etårig kontrakt frem til sommeren 2017, hvor han stadig skulle træne med U/19-truppen, selvom han netop selv var blevet seniorspiller, og skulle spille kampe for Haderslev FK i Serie 2, landets 7. bedste fodboldrække. Han præsterede dog godt her, og dette blev i februar 2017 belønnet med, at han var med førsteholdet på træningslejr i Spanien, han spillede ligeledes kampe med reserveholdet i Reserveligaen.
Han fik sin officielle debut for SønderjyskE i Superligaen den 21. maj 2017 i en 3-0-sejr over Brøndby IF, da han blev skiftet ind i det 90. minut i stedet for Marcel Rømer. Det blev yderligere en enkelt i 2016-17-sæsonen, da han en uge senere, den 28. maj, blev skiftet ind i det 66. minut i stedet for Nicolaj Madsen i en 2-0-nederlag ude til FC København i Telia Parken.
Han blev formelt rykket op i førsteholdstruppen i juni 2017, hvor han samtidig skrev under på en etårig kontrakt gældende frem til sommeren 2018. Han fik i den efterfølgende sæson (2017-18) mere spilletid, da han spillede de to første kampe, begge som indskifter mod henholdsvis Randers FC (0-0) og AaB Fodbold (1-4-sejr). Han skrev i januar 2018 under på en treårig forlængelse af sin kontrakt med SønderjyskE, således parterne havde papir på hinanden frem til sommeren 2021. Han spillede i alt 11 kampe i sæsonen, hvor han især fra marts 2018 og frem bed sig fast på holdet med syv kampe i startopstillingen og fire indskiftninger.
Den 31. juli 2019 blev det offentliggjort, at Vinderslev blev udlejet til den danske 1. division Vendsyssel FF for den resterende del af 2019, samtidigt med at han forlængede sin kontrakt med SønderjyskE frem til juni 2023. Han fik sin debut for Vendsyssel FF den 4. august 2019, da han startede inde og spillede alle 90 minutter i et 0-1-nederlag hjemme til Fremad Amager. Han spillede i løbet af efteråret 17 kampe, hvoraf 13 af dem var start. De 15 af de 17 kampe var i 1. division samt herudover to i DBU Pokalen. Efter et lejeophold, der af SønderjyskE blev anset som værende 'vellykket', blev det besluttet, at han skulle vende tilbage til SønderjyskE, da klubben skulle bruge alle kræfter til at forblive i Superligaen.

## Titler

### Klub
SønderjyskE
- Sydbank Pokalen: 2020